# 2008 új világörökségi helyszínei
Az UNESCO Világörökség Bizottsága a 2008. július 2-10. között Québecben megtartott 24. ülésszakán az alábbi helyszíneket nyilvánította a világörökség részévé:  
| | Vauban által tervezett erődítmények |
| Franciaország |                                     |
| Kulturális (I)(II)(IV) |                                     |
| Védett terület: 1 153,16 ha, puffer zóna: 4 341 ha, hivatkozás: 1283 |                                     |
| A helyszínhez a Sébastien Le Prestre de Vauban által tervezett erődök közül tizenkettő tartozik, ezek Franciaország határvidékein állnak. Vauban korának leghíresebb hadmérnöke volt, harminchárom erődöt, százhatvannál több lőréses oromzatot tervezett, ezen kívül városfalak és őrtornyok építése is köthető hozzá. Az egyes erődök tökéletesen alkalmazkodnak környezetükhöz a legnehezebb terepen is, legyen az tengerpart, folyópart vagy hegyvidék. Az épületek szerkezete klasszikus bástyaerőd, kialakításukkor a használhatóság volt a fő szempont. Arras, Besançon, Cussac-Fort-Médoc, Briançon, Camaret-sur-Mer, Longwy, Mont-Dauphin, Mont-Louis, Neuf-Brisach, Saint-Martin-de-Ré, Saint-Vaast-la-Hougue, Saint-Vaast-la-Hougue, Villefranche-de-Conflent erődjei kerültek fel a listára. Az építményeket egész Európában, sőt még a Közel-Keleten is mintának tekintették és jelentősen hozzájárultak a városépítészet fejlődéséhez. |                                     |

| | Új-Kaledónia lagúnái |
| Franciaország |                      |
| Természeti (VII)(IX)(X) |                      |
| Védett terület: 1 574 300 ha, puffer zóna: 1 287 100 ha, hivatkozás: 1115 |                      |
| Az új-kaledóniai szigetvilág partjainál találhatók a világ egyik legszebbnek tartott korallzátonyai. Földrajzi értelemben Melanéziához tartozik, politikailag Franciaország része, tengerentúli területe. A szigetek kiterjedése összesen 18 600 négyzetkilométer, ebből a helyszínhez megközelítőleg 16 000 négyzetkilométer tartozik, amelyben hat ökoszisztéma található. A változatos alakú zátonyokon kivételesen sokféle korall hal és más tengeri állat él és magas a ragadozók (cápák, barrakudák) száma is. Kiterjedését tekintve második az ausztráliai Nagy-korallzátony után. A védett állatok közül itt található a világ harmadik legnagyobb dugongállománya és más veszélyeztetett állatfajok is, teknősök, halak, emlősök. A lagúnák jórészt érintetlenek, ezen kívül jelentős kövületlelőhelyek is. A térség jellegzetességei a szigetek erdővel borított hegyei valamint a különleges szépségű óceáni táj. |                      |

| | Stari Grad-síkság |
| Horvátország |                   |
| Kulturális (II)(III)(V) |                   |
| Védett terület: 1 376,53 ha, puffer zóna: 6 403,13 ha, hivatkozás: 1240 |                   |
| A Hvar sziget nyugati részén elterülő síkság a szomszédos tengerparti városról kapta a nevét, amelyet görög telepesek alapítottak az i. e. 4. században. A város és a síkság egy öböl mellett helyezkedik el, amit már a korai hajósok is kikötőnek használtak. Hamar fontos településsé fejlődött, gazdaságának alapja a jó minőségű termőföldön folytatott mezőgazdaság, főleg a szőlő- és az olajbogyó termesztés volt. A görögök a művelhető területet szabályos telkekre osztották fel, ez a hagyományos földfelosztás 24 évszázadon keresztül szinte érintetlenül fennmaradt, a határjelzések egy része jelenleg is látható. Az esővizet változó méretű tartályokban gyűjtötték. Stari Gradot a rómaiak i. e. 228-ban lerombolták de a régió ennek ellenére, enyhe éghajlatának és stratégiailag fontos fekvésének köszönhetően hamarosan újra jelentős mezőgazdasági területté fejlődött. A várost komoly védelmi rendszerrel vették körül, a pusztítás után falainak csak egyes szakaszai maradtak meg, valamint a falakon kívüli kis kőépületek egy része. A síkság jelenleg természeti rezervátum, de a területet veszélyezteti a modern gazdasági fejlődés, az elnéptelenedés és hagyományos földművelési módoktól való eltávolodás. |                   |

| | Örmény kolostorok |
| Irán |                   |
| Kulturális (II)(III)(VI) |                   |
| Védett terület:129,28 ha, puffer zóna: 655 ha, hivatkozás: 1262 |                   |
| Iránban három jelentős örmény kolostor maradt fenn, a Szent Tádé-, a Szent István kolostorok, valamint a Dzorzor-kápolna. Közülük legrégebbi a Szent Tádé-kolostor, ami a 7. századra datálható. A Szent István-kolostor a 9. században épült, a Dzorzor-kápolna építési ideje ismeretlen. Az örmény befolyás délkeleti peremén álló kolostorok fontos kultúrközpontok voltak és nagy vallási jelentőséggel bírtak a környék lakói számára. A kolostorokat többször újjá kellett építeni, a helyreállításokat mindig az örmény kulturális hagyományok figyelembevételével végezték. A világ legrégebbi keresztény kolostorai közé tartozó épületek ma az örmény kultúra fontos emlékei a régióban és az örmény egyház egyik jelentős zarándokhelyei. |                   |

| | Surtsey |
| Izland |         |
| Természeti (IX) |         |
| Védett terület: 3 370 ha, puffer zóna: 3 190 ha, hivatkozás: 1267 |         |
| Az Izland déli partjaitól 32 kilométerre emelkedő sziget 1963 és 1967 között intenzív vulkanikus tevékenység következtében jött létre. Földrajzilag elszigetelt területét létrejötte óta törvénnyel védik, nem látogatható. Kialakulása óta tudományos célokra használják, az állat- és növényvilág emberi beavatkozástól mentes megtelepedését figyelik meg rajta. A part menti erózió miatt a sziget fele már eltűnt, száz éven belül további jelentős részei semmisülnek meg, hosszabb távon valószínűleg csak legellenállóbb sziklamagja marad meg. Az erózió mellett felszínét a szárazföld alatti üledék tömörödése is csökkenti. Már egy évvel kialakulását követően megjelentek rajta az első élőlények, ezek tengeráramlatok által odaszállított magvak, penészfajták, baktériumok és gombák voltak. Később a mohák és a zuzmók telepedtek meg a területen, amelyeket rövidesen fejlettebb fajok, madarak és rovarok követtek. Jelenleg a szigeten 60 edényes növény-, 75 moha-, 71 zuzmó- és 24 gombafajt, valamint 335 gerinctelen és 89 madárfajt tartanak nyilván. |         |

| | Bahái szent helyek – Haifa és Nyugat-Galilea |
| Izrael |                                              |
| Kulturális (III)(VI) |                                              |
| Védett terület: 62,58 ha, puffer zóna: 254,7 ha, hivatkozás: 1220 |                                              |
| A világörökségi helyszínhez tizenegy helyen elszórtan álló összesen huszonhat épület vagy emlékmű tartozik, többségük egy haifai kertben található. Az iszlám síita ágából kinőtt, 1844-ben Iránban alapított testvériséget és egyenlőséget hirdető bahái hitnek a becslések szerint világszerte körülbelül 5 millió követője van. Irán vallási és világi vezetői az alapítók ellen fordultak, egyiküket kivégezték, másikukat száműzték. A helyszín épületei, emlékművei az alapítókhoz kötődnek, így a vallás követői számára fontos zarándokhelyek. Világközpontjukat a haifai Karmel-hegyen és annak körzetében alakították ki. Legfontosabb épületük a kivégzett Báb (Szejed Ali Mohamed) kupolás mauzóleuma, amelyhez egy hosszú, 19 teraszon végighúzódó lépcsőn lehet feljutni. A szent helyeken látványos kerteket alakítottak ki, a haifai kert része a mauzóleumon kívül egy neoklasszicista igazgatási épület, egy levéltár valamint vallási/oktatási célra használt épületek. A vallás másik jelentős emlékműve az 1892-ben akkói száműzetésben elhunyt Baháalláh (Mirzá Hoszejn-Ali Núri) akkói síremléke. |                                              |

| | Szokotra-sziget |
| Jemen |                 |
| Természeti (X) |                 |
| Védett terület: 410 460 ha, puffer zóna: 1 740 958 ha, hivatkozás: 1263 |                 |
| Az Afrika szarvának folytatásában fekvő Szokotra-szigetcsoport világviszonylatban is jelentős növény- és állatvilága miatt nevezetes. Az Ádeni-öböl bejáratánál fekszik, stratégiailag fontos helyen. Geológiailag Afrika szarvához tartozik de már legalább 15 millió éve nincs vele szárazföldi kapcsolatban, így egyedülálló növény- és állatvilág alakulhatott ki rajta. Az egyik legnagyobb fajgazdagsággal rendelkező szigetcsoport a világon, az itt élő állatok és növények túlnyomó többsége endemikus faj. Figyelemre méltó, hogy a területen nem élnek emlősök. A szigetek területének körülbelül háromnegyede védett. A 250 kilométer hosszú szigetcsoport négy fő szigete Szokotra, Adb el-Kuri, Szamha és Darsza. A szigeteken megtalálható alapanyagok (például a tömjénkészítéshez szükséges mirha és aloé, valamint a szigeteken őshonos szokotrai sárkányfa gyantája) miatt már az egyiptomi fáraókorban is a hajósok egyik fontos célállomása volt. Az európaiak egészen a 19. század végéig nem fordítottak rá figyelmet, élővilágának kutatására is csak a 20. század végétől kerülhetett sor, amikor az ország az 1990-es években politikailag nyitottabbá vált. |                 |

| | Preah Vihear-templom |
| Kambodzsa |                      |
| Kulturális (I) |                      |
| Védett terület: 154,7 ha, puffer zóna: 2642,5 ha, hivatkozás: 1224 |                      |
| Preah Vihear Sivának szentelt temploma Kambodzsa és Thaiföld határán egy hegytetőn fekszik. A 11. században kezdték el építeni egy 9. századi remetelak helyén, a munkálatok egészen a 12. század közepéig, II. Szurjavarman uralkodásáig tartottak. A templomkomplexum számos szentélyből áll, amelyek egy tengely mentén helyezkednek el. Az egyes épületeket egy 800 méter hosszú, lépcsősorokkal tagolt gyalogút köti össze. Az évszázadok során az épületek egy része összeomlott, de a megmaradók viszonylag jó állapotban vannak. Az épületegyüttes magas művészi színvonalú kőfaragásairól, valamint fekvéséről híres. Domborművei és szobrai hindu mitológiai jeleneteket ábrázolnak. Miután a hinduizmus hanyatlásnak indult a térségben a buddhisták átalakították a templomot. Az 1970-es években a kambodzsai polgárháború idején összecsapások színhelye volt, ennek ellenére nem szenvedett komolyabb károsodást. A templom hovatartozása jelenleg is vita tárgya Kambodzsa és Thaiföld között, annak ellenére, hogy a Hágai Nemzetközi Bíróság 1962-ben Kambodzsának ítélte. |                      |

| | Joggins-szirtek |
| Kanada |                 |
| Természeti (VIII) |                 |
| Védett terület: 689 ha, puffer zóna: 29,4 ha, hivatkozás: 1285 |                 |
| A Nova Scotia tartományban fekvő Joggins-szirtek ősmaradvány lelőhelyeikről híresek. A karbon korból származó fosszíliái miatt a „szénkorszak Galápagosának” is nevezik. A lelőhely a körülbelül 7 négyzetkilométeres Fundy-öböl partvonala mellett 14,7 kilométer hosszú, sziklapartokból, alacsony partmeredélyekből és sziklaemelvényekből áll. A kutatások már a 19. század közepén megkezdődtek, azóta esőerdei fatörzsek, hüllők, a legkorábbi tojásrakó gerincesek maradványai kerültek elő 354-290 millió évvel ezelőttről. Összesen 96 nemzetség és 148 faj maradványai azonosították. Az itt talált élőlények három ökoszisztémába sorolhatók: torkolati öböl, árterületi esőerdő, és egy erdős, édesvizű tavakkal borított lápvidék. A maradványok lehetővé tették az akkori erdő elméleti rekonstrukcióját, ezek az erdők adják a Föld jelenlegi szénkészletének nagy részét. A kutatás korai eredményeit Charles Darwin is felhasználta tudományos tételei kidolgozásához. |                 |

| | Szariarka – Észak-Kazahsztán sztyeppéje és tavai |
| Kazahsztán |                                                  |
| Természeti (IX)(X) |                                                  |
| Védett terület: 450 344 ha, puffer zóna: 211 147,5 ha, hivatkozás: 1102 |                                                  |
| A világörökségi helyszín Naurzum és Korgalzsin természetvédelmi területeiből, valamint a Közép-ázsiai sztyeppvidék jelentős részéből áll. A tengerszint felett 300 – 1000 méter magasságban elterülő táj képe változatos, sziklás, félsivatagos, füves sztyeppés vagy mocsaras. Naurzum és Korgalzsin lápjai fontos megállóhelyek a szibériai szaporodási helyük felé tartó afrikai, európai és dél-ázsiai költöző madarak számára. Az itt megpihenő madárfajok egy jelentős része veszélyeztetett mint például a hódaru, a borzas pelikán és a szalagos rétisas. Ez a terület a füves pusztákon áthaladó állatok egyik életfontosságú itatóhelye is, mivel a térségben ez az egyetlen jelentős összefüggő vízfelület. A védett terület növényvilága is jelentős és változatos, a feltűnő színekben pompázó növényfajok fele veszélyeztetett. Itt található az országban található őshonos növényfajoknak a fele. Az emlősök közül legfontosabb a kiemelten veszélyeztetett szajga, más néven tatárantilop. Az évszakváltozásokkal összefüggő hidrológiai, kémiai és biológiai folyamatok fontos kutatások tárgyai a térségben. |                                                  |

| | A szent Mijikenda Kaya erdőség |
| Kenya |                                |
| Kulturális (III)(V)(VI) |                                |
| Védett terület: 1 538 ha, hivatkozás: 1231 |                                |
| A világörökségi helyszínhez tartozó tizenegy erdős terület a kenyai partvidék egy 200 kilométeres szakaszán helyezkedik el. A „kaya” nevezetű falvakat, a mijikendák megerősített településeit erdei tisztásokon létesítették. Egy tipikus kayát kör alakú cölöpkerítéssel vettek körül, a házakat a kerítés mellé építették a település közepén pedig vagy egy liget, vagy egy morónak nevezett zsúptetős épület állt. Az első kayákat a 16. században építették és a 20. század elejétől kezdtek elnéptelenedni. A tisztást, ahol a kayák álltak több, jól látható ösvényen közelítették meg. Ezek az erdős területek szorosan összekapcsolódnak a mijikendák spirituális világával, itt állították fel őseik szentélyét és ide temették halottaikat is. Évszázadokon át próbálták megóvni, kerültek mindenféle emberi beavatkozást, tiltották a fák kivágását, védték a helyi növény- és állatvilágot. Az erdők 30 és 300 hektár közötti területet borítanak, és egyedülálló bioszférával rendelkeznek sok endemikus kenyai növényfajjal. A helyszín szinte az utolsó maradványa az egykori nagy kiterjedésű partvidéki erdőségeknek. |                                |

| | Fucsien földházai |
| Kína |                   |
| Kulturális (III)(IV)(V) |                   |
| Védett terület: 152,6 ha, puffer zóna: 934,5 ha, hivatkozás: 1113 |                   |
| A helyszínhez negyvenhat közösségi földház vagy gyűrűház tartozik Fucsien tartomány hegyes vidékén. A rizs-, tea- és dohányültetvények között álló házakat a 12. és a 20. század között építette a hakka népcsoport védelmi célokra, a legkifinomultabb épületek a 17. és a 18. századból származnak. Felülről nézve stadion jellegűek. A vert falú, 2-5 emeletes, lelógó eresszel ellátott cseréptetős házak gyűrű vagy négyzet alakban egy központi udvar köré épültek, egy bejárattal és csak néhány külső ablakkal rendelkeznek. Egy-egy ilyen ház egy egész nemzetségnek, esetenként akár nyolcszáz főnek is otthon ad, méreteik és szerkezetük garantálta a lakók védelmét, gyakorlatilag bevehetetlen erődök voltak. A környezettudatos épületek alsóbb szintjeit kövekkel erősítették meg, a felsőbb emeleteken lőréseket alakítottak ki. A megerősített főkapu védelmére a tűzzel való támadások ellen víztartályokat szereltek fel. A tulou-nak nevezett házak belső részei éles ellentétben állnak a védelmi célokra kialakított külsejükkel, ott ügyeltek a lakók kényelmére és a lakásokat/közösségi tereket időnként gazdagon díszítették. |                   |

| | Szancsing-hegy Nemzeti Park |
| Kína |                             |
| Természeti (VII) |                             |
| Védett terület: 22 950 ha, puffer zóna: 16 850 ha, hivatkozás: 1292 |                             |
| A Csianghszi tartományban fekvő Szancsing-hegy Nemzeti park különleges alakú sziklaképződményeiről és vízeséseiről nevezetes. A Hujaiju-hegység nyugati végén található védett övezetből 230 négyzetkilométernyi tartozik a helyszínhez, ennek tengerszint feletti magassága körülbelül 1000 és 1800 méter között váltakozik. Legmagasabb pontja az 1018 méter magas Hujaiju-csúcs. A leglátványosabb 48 csúcs és 89 pillér alakú gránitszikla viszonylag kis területen koncentrálódik. A hely geológia kutatások fontos helyszíne. A tájkép jellegzetes elemei a sziklákból vízszintesen kinövő fák. A területet nagyrészt erdő borítja (örökzöld és esőerdők), gyakran változó időjárása szubtrópusi, monszun és tengeri éghajlati hatások következménye. A nemzeti parkban számos forrás, tó és vízesés is megtalálható, ez utóbbiak közül több eléri a hatvan méteres magasságot is. A gyakori köd és a párafoltok az egyébként is különleges tájon szokatlan fényhatásokat hoznak létre. A Szancsing-hegy természeti szépségei mellett fontos taoista helyszín is templomokkal és kőfaragásokkal, körülbelül négyszáz éve a taoizmus egyik szent helyének számít. |                             |

| | Camagüey történelmi központja |
| Kuba |                               |
| Kulturális (IV)(V) |                               |
| Védett terület: 54 ha, puffer zóna: 276 ha, hivatkozás: 1270 |                               |
| A Nuevitas-öböl mellett 1514-ben alapított Camagüey egyike volt a kereskedelmi útvonalaktól viszonylag elszigetelt gyarmati településeknek. A támadások miatt kétszer is átköltöztették, jelenlegi, a parttól távolabbi helyére 1528-ban került. Egy állattenyésztéssel, cukornád- és dohánytermesztéssel foglalkozó terület központja volt, ültetvényeinek köszönhetően viszonylagos függetlenséget élvezett. Emiatt a városnak saját építészeti stílusa fejlődött ki, városszerkezete szabálytalan, ami nem jellemző a lapos területeken fekvő latin-amerikai gyarmatvárosokra. Városképére keskeny sikátorok, különböző méterű, különös formájú épületek, kacskaringós utcák jellemzőek. Ez a fajta elrendezés a középkori európai városokra emlékeztet. A városközpontban többféle stílusú, barokk, neoklasszicista, neokolonialista épületek is láthatók. A város egyházi építészete a 18. században élte fénykorát, az egyszerű templomok egy részéhez zárda, kórház és temető is tartozott. |                               |

| | Bandar Melaka és George Town, a Malaka-tengerszoros történelmi városai |
| Malajzia |                                                                        |
| Kulturális (II)(III)(IV) |                                                                        |
| Védett terület: 218,76 ha, puffer zóna: 392,84 ha, hivatkozás: 1223 |                                                                        |
| A Malaka-szoros két történelmi városa Malajzia gyarmati múltját tükrözi. Várostervezésükben és épületeikben a maláj, a kínai, az indiai kultúrák valamint három egymást követő európai gyarmatosító hatalom (portugálok, britek és hollandok) építészetének jellegzetességeit ötvözik. A két város közül Melaka a régebbi, a 14. század végén alapították és az ország korai történelmének nyomait őrzi. Legfontosabb épülete a holland kormányzó palotája, Ázsia legrégebbi máig fennmaradt holland épülete, ami jelenleg múzeum. George Town városképét a 18. század végétől a 20. századig tartó brit fennhatóság határozza meg, alapítása is hozzájuk kötődik, 1786-ban telepedtek le itt brit kereskedők. George Town napjainkban multikulturális település, malájok mellett nagy számban élnek itt indiaiak, mianmariak és kínaiak is. A két település két különböző történelmi és fejlődési időszakot jelenít meg és egyedülálló kulturális egységet képvisel Ázsia délkeleti részén. |                                                                        |

| | Le Morne kultúrtáj |
| Mauritius |                    |
| Kulturális (III)(VI)() |                    |
| Védett terület: 349,6 ha, puffer zóna: 2 405 ha, hivatkozás: 1259 |                    |
| A Mauritius délnyugati részén található ötszáz méter magasra emelkedő Le Morne-hegy a 18. században és a 19. század elején a szökött rabszolgák menedéke volt. Először a holland uralom idején a 18. század elején szállítottak ide rabszolgákat Afrikából, Madagaszkárról és Ázsiából és a cukornádültetvényeken dolgoztatták őket. A sziget jelentős központja volt az átmenő rabszolga-kereskedelemnek is. A szökevények a hegy elszigetelt, erdővel borított szinte áthatolhatatlan sziklás vidékén rejtőzködtek, magán a hegyen, a hegy lábánál vagy a hegyoldalban lévő barlangokban, ahol egész közösségek alakultak ki az úgynevezett maroonokból, szökött afrikaiakból és ázsiaiakból. Ezeket a közösségeket „magukra hagyottaknak” nevezték és a rabszolgaság 1835-ös eltörlése után legendás ellenállóként tisztelték őket. Történeteik szájhagyomány útján terjedtek és a lakosság kulturális örökségének részévé váltak. A sega nevű, a rabszolgaság idejéből származó tánc Mauritius nemzeti kultúrájának egyik meghatározó eleme lett. A környező dombokkal és lagúnákkal harmonikus egységet alkotó hegy a szökött rabszolgák szabadságért folytatott küzdelmének, valamint kreol identitás jelképének tekinthető. |                    |

| | Mariposa Monarca Bioszféra-rezervátum |
| Mexikó |                                       |
| Természeti (VII) |                                       |
| Védett terület: 13 551 552 ha, puffer zóna: 42 707,49 ha, hivatkozás: 1290 |                                       |
| A háromezer méter tengerszint feletti magasságban található hegyvidéki erdőséget azért nyilvánították bioszféra rezervátummá, hogy megóvják a királylepkék telelőhelyét az emberi megtelepedéstől és a fakitermeléstől. A mexikói felföldek mérsékelt éghajlata kedvező a lepkék számára. Tizennégy menedékhelyre érkezik vissza körülbelül egymilliárd királylepke északi költőhelyekről, ebből nyolc a rezervátum területén található. Itt telel át a királylepkék nyugati populációjának hetven százaléka. A telet egyfajta felfüggesztett élettevékenységgel vészelik át, fürtökben lógnak a fákon sokszor olyan egyedszámban, hogy az ágak meghajlanak a súlyuk alatt. Különös természeti jelenség amikor nagy tömegben egyszerre szállnak fel. Tavasszal visszaindulnak észak felé és olyan távoli helyekre is eljutnak mint az Egyesült Államok és Kanada keleti része. Utazásuk nyolc hónapig is eltarthat, a hosszú út során több generációjuk születik és pusztul el, Mexikóba csak a negyedik generáció tér vissza. |                                       |

| | San Miguel de Allende városa és az Atotonilcói Názáreti Jézus-szentély |
| Mexikó |                                                                        |
| Kulturális (II)(IV) |                                                                        |
| Védett terület: 46,95 ha, puffer zóna: 47,03 ha, hivatkozás: 1274 |                                                                        |
| San Miguel de Allende városát a 16. században alapította Juan de San Miguel ferences szerzetes és saját magáról nevezte el. A település később komoly szerepet játszott a mexikói függetlenségi harcokban. Itt született Ignacio Allende az ország egyik nemzeti hőse, az ő tiszteletére változtatták meg 1826-ban a város nevét San Miguel de Allendére. A település hamar fontos kereskedelmi központtá vált, egyike volt a terület belsejébe vezető úgynevezett ezüstút állomásainak. A 16. és a 18. század között nagy befolyású kulturális központ is volt, ebből a korból származnak barokk és neoklasszikus stílusú templomai, és más épületei. A településen egymás mellett éltek a spanyolok, a kreolok és a bennszülött indiánok és jelentős kulturális olvasztótégelynek számított. A várostól 14 kilométerre fekszik Názáreti Jézus 18. századi zarándoktemploma a kor latin-amerikai barokk építészetének kiemelkedő alkotása, amit Új-Spanyolország egyik legszebb barokk épületének tartanak. Belső díszítése, festményei és falfestményei (Rodriguez Juárez és Antonio Martinez de Pocasangre alkotásai) jelentős művészi értéket képviselnek. |                                                                        |

| | Berlin modern stílusú lakótelepei |
| Németország |                                   |
| Kulturális (II)(IV) |                                   |
| Védett terület: 88,1 ha, puffer zóna: 258,5 ha, hivatkozás: 1239 |                                   |
| Berlin modern stílusú lakótelepei az összefoglaló elnevezése annak a hat, Berlin különböző városrészeiben és régi külvárosaiban található lakótelepnek.A lakótelepek tervezése elsősorban Bruno Taut és Martin Wagner nevéhez fűződik, bár más építészek is részt vettek benne, úgy mint Hans Scharoun vagy Walter Gropius. Az épületek, a haladó szellemű lakáspolitika bizonyítékai a 20. század első harmadában épültek. Berlin a Weimari köztársaság idején progresszív gondolkodású város volt, a lakótelepek a modernizmus megnyilvánulásai voltak. A külön fürdőszobával, konyhával rendelkező lakások azzal a céllal épültek, hogy enyhítsék a növekvő népesség lakásproblémáit és a különböző jövedelmű lakosoknak is jó minőségű lakhatást biztosítsanak. A különleges elrendezésű (például patkó alakú) lakótelepek hatást gyakoroltak a világ lakóház építészetére. Az épületeken minimalista formákat, újszerű tervezési megoldásokat és technikai újdonságokat alkalmaztak. |                                   |

| | Mantova és Sabbioneta |
| Olaszország |                       |
| Kulturális (II)(III)() |                       |
| Védett terület: 235 ha, puffer zóna: 2 330 ha, hivatkozás: 1287 |                       |
| A két városban két különböző reneszánsz várostervezési mód érvényesült. Mantovában már egy meglévő települést alakítottak át, Sabbioneta viszont csak a 16. században épült ki. A Pó-síkságon fekvő etruszk alapítású Mantovát a 14. századtól kezdve évszázadokig a Gonzaga-család uralta, a később hercegi rangra emelt családtagok nagy szerepet játszottak a reneszánsz kultúra elterjesztésében. A város szerkezete szabálytalan, ez még a római korban kezdődő fejlődésének öröksége. Középkori épületei közül kiemelkedik egy 11. századi körtemplom. A reneszánsz idején a 15. és 16. században a kor híres művészei dolgoztak a városban, a hercegi palotát (Palazzo Ducale) Andrea Mantegna díszítette freskókkal, a San Lorenzo-templomot Leon Battista Alberti tervezte, a Gonzagák nyári palotája a Palazzo del Te pedig Giulio Romano elképzelései alapján épült. Sabbioneta egységes „eszményi reneszánsz” városképét falai, közterei, történelmi épületei és emlékművei határozzák meg. A települést a Gonzaga-család egyik oldalági leszármazottja tette meg hercegi székhellyé. Az ő megrendelésére épült meg egy több száz főt befogadó háromrészes épületkomplexum (Palazzo Ducale), amelynek egy részét laktanyaként hasznosították, másik részét a hercegi család használta rezidenciaként, a harmadik részében társasági eseményeket tartottak. |                       |

| | A rhaetiai vasútvonal Albulában és a Bernina kultúrtáj |
| Olaszország és Svájc közös világörökségi helyszíne |                                                        |
| Kulturális (II)(IV) |                                                        |
| Védett terület: 152,42 ha, puffer zóna: 109 385,9 ha, hivatkozás: 1276 |                                                        |
| Ez a határokon átnyúló világörökségi helyszín két történelmi hegyi vasútvonalat kapcsol össze, amelyek két útvonalon szelik át az Alpokat, piros szerelvényeik esetenként szédítő magasságban haladnak. A Rhätische Bahn (RhB) svájci vasúttársaság. 384 km hosszú hálózata az ország délkeleti részén, Graubünden kantonban található; a hálózaton panoráma- és regionális vonatokat, tehervonatokat, valamint autószállító vonatokat üzemeltet. A Bernina Express és a Glacier Express világszerte ismert márkák, míg a Bernina- és az Albula-vasút 2008 óta az UNESCO világörökség része. Az 1904-ben megnyitott Albula-vasútvonal 67 kilométer hosszú, 47 alagúton, valamint 144 viadukton/hídon halad keresztül. Az 1910-ben elkészült 61 kilométeres Bernina-vasútvonalhoz 13 alagutat és 52 viaduktot/hidat építettek. Ez utóbbi áthalad a 2253 méter magas Bernina-hágón, esetenként 7%-os lejtőn felkapaszkodva. Ezek a vasútvonalak a 20. század elején megszüntették a közép-alpoki települések elszigeteltségét, tartós gazdasági, társadalmi fejlődést indítottak el. |                                                        |

| | Kuk (korai mezőgazdasági település) |
| Pápua Új-Guinea |                                     |
| Kulturális (III)(IV) |                                     |
| Védett terület: 116 ha, puffer zóna: 195 ha, hivatkozás: 887 |                                     |
| Az 1,2 négyzetkilométeres helyszín az ország déli felföldjein helyezkedik el 1500 méteres magasságban. Ez a legkorábbi ismert mezőgazdasági terület Óceániában, a kutatók lehetségesnek tartják, hogy a földművelés itt már 10 000 évvel ezelőtt felváltotta a gyűjtögető életformát. A mocsaras terület feltételezhetően hozzájárult a nemesített növények elterjedéséhez a térségben, elősegítette a letelepedett életformát, a kultúra és a társadalom kialakulását. A feltárások szerint a lápvidéken már 7000 évvel ezelőtt művelhető teraszokat alakítottak ki, faeszközeikkel öntöző és vízelvezető árkokat ástak. Egyik legrégebben termesztett növényük a taró volt, majd később a banán amit szervezetten nemesítettek. Kuk elszigeteltsége bizonyítja, hogy a földművelés különböző formái világszerte egymástól függetlenül és nagy távolságokra alakultak ki. Jelenleg a környéken nem folytatnak intenzív földművelést, így a helyszín régészeti értékeit nem fenyegeti veszély. |                                     |

| | San Marino történelmi központja és a Monte Titano |
| San Marino |                                                   |
| Kulturális (III) |                                                   |
| Védett terület: 55 ha, puffer zóna: 167 ha, hivatkozás: 1245 |                                                   |
| San Marino az Appenninekben található enklávé, a törpeállamot teljes egészében Olaszország területe zárja körbe. A 4. században alapított San Marino az egyetlen olyan városállam, amely a 13. század óta képes volt megszakítás nélkül megőrizni a függetlenségét. San Marino államformája köztársaság, teljes területe mindössze 61 négyzetkilométer, világörökség helyszíne ebből 0,6 négyzetkilométert tesz ki. A város központja a keleti oldalán meredek sziklából álló 756 méter magas Titano-hegyen található. A jó állapotban lévő történelmi központ számos műemléképületből áll, legfontosabbak a városfalak, a városkapuk, egy neoklasszikus, a 19. században épített bazilika, a 14. századi San Francesco-kolostor, a 16. század végén és a 17. század elején emelt Santa Chiara-kolostor, egy 18. századból származó színház és a 19. századi Palazzo Pubblico. A köztársaság védelméről erődrendszer gondoskodott, ennek három megmaradt védőtornya a Guaita, a Cesta és a Montale a 10. a 13. és a 14. századból valók. |                                                   |

| | A svájci tektonikus terület Sardonában |
| Svájc |                                        |
| Természeti (VIII) |                                        |
| Védett terület: 32 850 ha, hivatkozás: 1179 |                                        |
| A védett Tektonikus Aréna Svájc északkeleti részének 33 ezer hektáros hegyvidéki területét foglalja magában, egyben hét olyan csúcsot, mely több mint háromezer méterrel magasodik a tengerszint fölé. A látványos táj kőzetrétegek összeütközése nyomán létrejött hegységképződés eredménye. A vetődési vonal mentén 250-300 millió éves permi homokkő húzódik egy 35-50 millió éves réteg tetején. A területen kiválóan megfigyelhetőek a különféle kőzetek, ezért már a 18. század óta a földtani kutatások fontos helyszínének számít. A havas hegyvidék a legjelentősebb, jégkorszak utáni gleccserek által formált terület az Alpok középső régiójában. A térség többféle életterek biztosít a növény- és állatvilágnak, megtalálhatók itt ártéri területek, magashegyi lápok, tavak, erdők, mezők, és itt él a Svájcba visszatelepült legrégebbi kőszáli kecske-kolónia is. |                                        |

| | Madáin Szálih |
| Szaúd-Arábia |               |
| Kulturális (II)(III) |               |
| Védett terület: 1621,2 ha, puffer zóna: 1659,34 ha, hivatkozás: 1293 |               |
| Al-Hidzsr sziklavárosa a jordániai Petrával együtt a nabateus civilizáció egyik legjobb állapotban fennmaradt emléke. A korábban Hegra néven ismert régészeti lelőhelyen összesen 111 sírhely található, köztük 94-nek díszített homlokzata van. A helyszín különböző civilizációk találkozási pontjánál fekszik, A Földközi-tenger vidékét Ázsiával és Arábiával összekötő kereskedelmi útvonal mentén Madáin Szálih mellett. Az ókor végén még forgalmas karavánutat később egy ideig nem használták, majd a Mekkába igyekvő zarándokoknak köszönhetően újra fontossá vált. A monumentális síremlékek egy részén a petraiaktól eltérően feliratok is vannak, amelyek fontos kordokumentumok az itt élők mindennapjairól. A várostól északra egy szokatlan formájú sziklaalakzaton egy szentély található amelynek falát rajzokkal és feliratokkal díszítették. Az itt élő nabateusok vízgyűjtőket is kialakítottak, ezek egy részét jelenleg is használják. Értettek a mezőgazdasági célú vízfelhasználáshoz is, komoly mérnöki teljesítménnyel öntözőrendszereket alakítottak ki, ennek köszönhetően sivatagos területeket vonhattak művelés alá. |               |

| | A szlovákiai Kárpátok fatemplomai |
| Szlovákia |                                   |
| Kulturális (III)(IV) |                                   |
| Védett terület: 2,56 ha, puffer zóna: 90,41 ha, hivatkozás: 1273 |                                   |
| A helyszínhez nyolc, a 16. és a 18. század között épült fatemplom tartozik. A Kárpátok északnyugati nyúlványainál elszigetelt településeken álló épületek közül kettő római katolikus három protestáns és másik három ortodox templom. A latin és bizánci kultúra találkozási pontján álló épületek bizonyítják, hogy a különböző felekezetű népcsoportok évszázadokon keresztül megfértek egymás mellett. Különböző vallási gyakorlatuk miatt a az épületek alaprajza, belső térelosztása és külső megjelenése eltér egymástól. Felismerhetőek rajtuk az adott korban megjelent művészi irányzatok, amelyeket a helyi hagyományokkal ötvöztek. Hervató és Turdossin két katolikus temploma gótikus stílusban épült a 16. század elején. Lestin (1688), Késmárk (1687), Garamszeg (1726) evangélikus templomai úgynevezett „tagolt” épületek. A három görögkatolikus templom Rózsadomb (1658), Oroszsebes (1720-30), Ladomer (1742) településeken épült. Minden templom belsejét falfestményekkel, freskókkal és értékes tárgyakkal díszítették. |                                   |

| | Roi Mata főnök birtoka |
| Vanuatu |                        |
| Kulturális (III)(V)(VI) |                        |
| Védett terület: 886,3 ha, puffer zóna: 1 275,4 ha, hivatkozás: 1280 |                        |
| A világörökségi helyszín több, a 17. századra datálható és Roi Mata vezér életéhez és halálához köthető részből áll Efate, Lelepa és Artok szigetén. A hagyomány szerint Roi Mata volt az a z uralkodó aki képes volt egyesíteni a hadban álló törzseket Vanuatu középső részén. A vezér a 17. század elején hunyt el mérgezés következtében. A helyszínhez tartozik Roi Mata rezidenciája, halálának sírhelye és sírja. Ezek a területek évszázadokon keresztül tabunak számítottak, ezt több mint négyszáz évig tiszteletben is tartották, ami nagymértékben befolyásolta a hely látképét. Rou Mata síremlékét a régészek 1967-ben azonosították mintegy száz méterrel a tengerparttól Artok szigetén. |                        |